# Жидкий балласт
Жидкий балласт (также балластная вода) — как правило, забортная вода или вода, заранее погруженная с причала или берега. Для принятия жидкого балласта на плавучих средствах оборудуются балластные танки и балластная система.
Ранее на танкерах для принятия жидкого балласта могли служить и грузовые танки. Сегодня, в связи с ужесточением природоохранных требований, танкеры имеют отдельные балластные танки.

## Операции с жидким балластом
На транспортных судах перед и во время погрузки судна производится откатка (сброс) жидкого балласта (ранее, до существования жидкого балласта, выбрасывался на берег твёрдый балласт) для погрузки как можно большего количества груза. Дело в том, что судно имеет определённую плавучесть, которая теряется при утяжелении судна. Если не сбросить балласт, то тогда груза на судно погрузят меньше. Вес судна в балласте меньше, чем вес судна в полном грузу. Балласт обеспечивает судну минимально необходимую остойчивость за счёт утяжеления судна.
Иногда, во время погрузки или после погрузки в море судно принимает балласт во избежание потери остойчивости:
- когда груз достаточно лёгкий, и его веса недостаточно для создания оптимальной осадки и остойчивости;
- когда груз очень тяжёлый и есть возможность по весу для судна ещё принять балласт в верхние танки для создания оптимальной остойчивости;
- когда надо выпрямить судно в аварийных ситуациях — когда груз сместился или намок и надо выправить частично крен, дифферент;
- когда надо создать временно искусственный крен для лучшей откатки балласта, для снятия судна с мели.

Также суда принимают или откатывают жидкий балласт в порту или в море имея цель:
- проверить балластные танки на герметичность и проверить работу балластных насосов и трубопроводов (балластной системы);
- заменить балласт до прихода в порт согласно Международной Конвенции по предотвращению загрязнения моря МАРПОЛ 73/78.

## Виды жидкого балласта и операции с ним согласно Международной Конвенции по предотвращению загрязнения с судов (МАРПОЛ 73/78)
Согласно Международной Конвенции по предотвращению загрязнения с судов (МАРПОЛ 73/78) существуют определённые правила сброса жидкого балласта за борт и разделение балласта на следующие виды:
- Изолированный балласт — это забортная вода, принятая в изолированные балластные танки, имеющие автономную систему выкачки и отдельные, только для этой цели насосы. Изолированный балласт сбрасывается за борт без ограничения.
- Чистый балласт — это забортная вода, принятая в изолированные балластные танки или тщательно вымытые грузовые танки, выкачиваемая за борт через общую балластную систему общими балластными насосами, вне особых районов, на ходу, за двенадцатимильной зоной, при сбросе на спокойной воде не вызывает появление следов нефти на поверхности воды.
- Нефтезагрязнённый балласт — это забортная вода, принятая в грузовые танки, и выкачиваемая за борт через общую балластную систему общими балластными насосами, вне особых районов, за пятидесятимильной зоной через отстойный танк, под контролем САЗРИУС.
- Нефтесодержащий балласт — это балласт, который сильно загрязнён нефтесодержащими остатками настолько, что система САЗРИУС не может обеспечить его откатку за борт согласно нормам.

Существуют определённые международные правила и требования для производства замены балласта в море, в порту.
Любые операции с балластом (откатка или приём балласта) должны записываться в специальный «Журнал балластных операций». Для замены балласта создаётся график замены балласта по танкам с предварительными расчётами по остойчивости (а для очень больших судов и по прочности) и заполняются специальные международные бланки с указанием способа, места замены балласта, его количества и прочими данными.